# 血葉蘭
血葉蘭，別名石蠶，原產緬甸，植株外型極似金線蓮，因而被訛稱為“美國金線蓮”。葉面有紅色縱紋，莖不能彭大甚奇緻，花旗下、秋季。性喜高溫多濕，日照50~60%。細蛇木屑、腐植質土都能生長旺盛。